# Trophée Dr.-Beattie-Martin
Le trophée Dr.-Beattie-Martin est un trophée remis depuis 1974 au joueur canadien considéré le meilleur de la division Ouest de la Ligue canadienne de football, choisi parmi les candidats proposés par chaque équipe de la division. C'est le gagnant de ce trophée, ou celui du trophée Lew-Hayman pour la division Est, qui sera choisi joueur canadien par excellence de la LCF.
Le trophée Dr.-Beattie-Martin est nommé en l'honneur de Beattie Martin, ancien président des Roughriders de la Saskatchewan. Initialement présenté pour la première fois en 1949, il honorait alors la meilleure recrue canadienne de la Western Interprovincial Football Union, prédécesseur de la division Ouest de la LCF.
En 1995, unique année où les divisions Est et Ouest ont été remplacées par les divisions Nord et Sud, le trophée a été attribué au meilleur joueur canadien de la division Nord.

## Lauréats depuis 1974
Pour la signification des abréviations, voir Glossaire des positions au football canadien.
- 1974 - Rudy Linterman (RÉ), Stampeders de Calgary
- 1975 - Tom Forzani (RÉ), Stampeders de Calgary
- 1976 - Bill Baker (AD), Lions de la Colombie-Britannique
- 1977 - Gord Paterson (AR), Blue Bombers de Winnipeg
- 1978 - Joe Poplawski (RÉ), Blue Bombers de Winnipeg
- 1979 - Dave Fennell (PD), Eskimos d'Edmonton
- 1980 - Dave Fennell (PD), Eskimos d'Edmonton
- 1981 - Joe Poplawski (DI), Blue Bombers de Winnipeg
- 1982 - Rick House (DI), Blue Bombers de Winnipeg
- 1983 - Paul Bennett (DD), Blue Bombers de Winnipeg
- 1984 - Joe Poplawski (DI), Blue Bombers de Winnipeg
- 1985 - Joe Poplawski (DI), Blue Bombers de Winnipeg
- 1986 - Joe Poplawski (DI), Blue Bombers de Winnipeg
- 1987 - Nelson Martin (DD), Lions de la Colombie-Britannique
- 1988 - Ray Elgaard (en) (DI), Roughriders de la Saskatchewan
- 1989 - Jeff Fairholm (DI), Roughriders de la Saskatchewan
- 1990 - Ray Elgaard (en) (DI), Roughriders de la Saskatchewan
- 1991 - Blake Marshall (en) (CA), Eskimos d'Edmonton
- 1992 - Ray Elgaard (en) (DI), Roughriders de la Saskatchewan
- 1993 - Dave Sapunjis (en) (DI), Stampeders de Calgary
- 1994 - Larry Wruck (SEC),Eskimos d'Edmonton
- 1995 - Larry Wruck (SEC), Eskimos d'Edmonton
- 1996 - Leroy Blugh (en) (AD), Eskimos d'Edmonton
- 1997 - Sean Millington (en) (CA), Lions de la Colombie-Britannique
- 1998 - Vince Danielsen (DI), Stampeders de Calgary
- 1999 - Jamie Taras (C), Lions de la Colombie-Britannique
- 2000 - Sean Millington (en) (DO), Lions de la Colombie-Britannique
- 2001 - Cameron Legault (PD), Lions de la Colombie-Britannique
- 2002 - Sean Millington (en) (DO), Lions de la Colombie-Britannique
- 2003 - Chris Szarka (CA), Roughriders de la Saskatchewan
- 2004 - Jason Clermont (en) (DI), Lions de la Colombie-Britannique
- 2005 - Brent Johnson (en) (AD), Lions de la Colombie-Britannique
- 2006 - Brent Johnson (AD), Lions de la Colombie-Britannique
- 2007 - Jason Clermont (en) (DI), Lions de la Colombie-Britannique
- 2008 - Kamau Peterson (en) (RÉ), Eskimos d'Edmonton
- 2009 - Ricky Foley (en) (AD), Lions de la Colombie-Britannique
- 2010 - Andy Fantuz (en) (DI), Roughriders de la Saskatchewan
- 2011 - Jerome Messam (en) (DO), Eskimos d'Edmonton
- 2012 - Jon Cornish (DO), Stampeders de Calgary
- 2013 - Jon Cornish (DO), Stampeders de Calgary
- 2014 - Jon Cornish (DO), Stampeders de Calgary
- 2015 - Jamaal Westerman (en) (SEC), Blue Bombers de Winnipeg
- 2016 - Jerome Messam (DO), Stampeders de Calgary
- 2017 - Andrew Harris (en) (DO), Blue Bombers de Winnipeg
- 2018 - Andrew Harris (DO), Blue Bombers de Winnipeg
- 2019 - Cameron Judge (en) (SEC), Roughriders de la Saskatchewan
- 2020 - Saison annulée
- 2021 - Boseko Lokombo (en) (SEC), Lions de la Colombie-Britannique
- 2022 - Nathan Rourke (QA), Lions de la Colombie-Britannique[1]
- 2023 - Brady Oliveira (DO), Blue Bombers de Winnipeg[2]
- 2024 - Brady Oliveira (DO), Blue Bombers de Winnipeg[3]

## Meilleur joueur canadien de la division Ouest avant 1974
Pour la signification des abréviations, voir Glossaire des positions au football canadien.
- 1954 – Gerry James (DO), Blue Bombers de Winnipeg
- 1955 – Normie Kwong, Eskimos d'Edmonton et Gerry James, Blue Bombers de Winnipeg
- 1956 – Normie Kwong (DO), Eskimos d'Edmonton
- 1957 – Gerry James (DO), Blue Bombers de Winnipeg
- 1958 – Gord Rowland (SEC), Blue Bombers de Winnipeg
- 1959 – Don Getty (QA), Eskimos d'Edmonton
- 1960 – Tony Pajaczkowski (G), Stampeders de Calgary
- 1961 – Tony Pajaczkowski (G), Stampeders de Calgary
- 1962 – Harvey Wylie (DD), Stampeders de Calgary
- 1963 – Dale West (DD), Roughriders de la Saskatchewan
- 1964 – Larry Robinson (DD), Stampeders de Calgary
- 1965 – Larry Robinson (DD), Stampeders de Calgary
- 1966 – Terry Evanshen (RÉ), Stampeders de Calgary
- 1967 – Terry Evanshen (RÉ), Stampeders de Calgary
- 1968 – Ken Nielsen (RÉ), Blue Bombers de Winnipeg
- 1969 – Jim Young (RÉ), Lions de la Colombie-Britannique
- 1970 – Jim Young (RÉ), Lions de la Colombie-Britannique
- 1971 – Dick Dupuis (DD), Eskimos d'Edmonton
- 1972 – Jim Young (RÉ), Lions de la Colombie-Britannique
- 1973 – Dave Cutler (B), Eskimos d'Edmonton

## Meilleure recrue canadienne de la WIFU et de la division Ouest (1949-1973)
Pour la signification des abréviations, voir Glossaire des positions au football canadien.
- 1949 - John Stroppa (DD), Blue Bombers de Winnipeg
- 1950 - Gordon Brown (G), Stampeders de Calgary
- 1951 - Jim Chambers (DD), Eskimos d'Edmonton
- 1952 - Lorne Benson (CA), Blue Bombers de Winnipeg
- 1953 - Gordon Sturtridge (AD), Roughriders de la Saskatchewan
- 1954 - Lynn Bottoms (DD), Stampeders de Calgary
- 1955 - Harry Lunn (DD), Roughriders de la Saskatchewan
- 1956 - Norm Rauhaus (DD), Blue Bombers de Winnipeg
- 1957 - Mike Lashuk (CA), Eskimos d'Edmonton
- 1958 - Walt Radzick (PD), Stampeders de Calgary
- 1959 - Henry Janzen (DD), Blue Bombers de Winnipeg
- 1960 - Neal Beaumont (DD), Lions de la Colombie-Britannique
- 1961 - Larry Robinson (DD), Stampeders de Calgary
- 1962 - Ted Frechette (DD), Eskimos d'Edmonton
- 1963 - Peter Kempf (B/AD), Lions de la Colombie-Britannique
- 1964 - Billy Cooper (RÉ), Blue Bombers de Winnipeg
- 1965 - Ron Forwick (AD), Eskimos d'Edmonton
- 1966 - Garry Lefebvre (RÉ/BD), Eskimos d'Edmonton
- 1967 - Ted Gerela (B), Lions de la Colombie-Britannique
- 1968 - Dave Cranmer (DO), Stampeders de Calgary
- 1969 - Dave Easley (DD), Lions de la Colombie-Britannique
- 1970 - John Senst (RÉ), Blue Bombers de Winnipeg
- 1971 - Bob Kraemer (RÉ), Blue Bombers de Winnipeg
- 1972 - Walt McKee (B), Blue Bombers de Winnipeg
- 1973 - Lorne Richardson (DD), Roughriders de la Saskatchewan